# العلاقات البيروية السويسرية
العلاقات البيروفية السويسرية هي العلاقات الثنائية التي تجمع بين بيرو وسويسرا.

## مقارنة بين البلدين
هذه مقارنة عامة ومرجعية للدولتين:
| وجه المقارنة                                              | بيرو                                   | سويسرا                                                                                      |
| --------------------------------------------------------- | -------------------------------------- | ------------------------------------------------------------------------------------------- |
| المساحة (كم2)                                             | 1.29 مليون                             | 41.28 ألف                                                                                   |
| عدد السكان (نسمة)                                         | 32.16 مليون                            | 8.21 مليون                                                                                  |
| الكثافة السكانية (ن./كم²)                                 | 24.93                                  | 198.89                                                                                      |
| العاصمة                                                   | ليما                                   | برن                                                                                         |
| اللغة الرسمية                                             | اللغة الإسبانية، اللغة الأيمرية، كتشوا | اللغة الألمانية، اللغة الإيطالية، لغة فرنسية، اللغة الرومانشية، الألمانية السويسرية الموحدة |
| العملة                                                    | سول بيروفي جديد                        | فرنك سويسري                                                                                 |
| الناتج المحلي الإجمالي (بليون دولار)                      | 211.39 مليار                           | 678.89 مليار                                                                                |
| الناتج المحلي الإجمالي (تعادل القوة الشرائية) بليون دولار | 393.13 مليار                           | 518.07 مليار                                                                                |
| الناتج المحلي الإجمالي الاسمي للفرد دولار أمريكي          | 6.03 ألف                               | 80.94 ألف                                                                                   |
| الناتج المحلي الإجمالي للفرد دولار أمريكي                 | 11.99 ألف                              | 59.54 ألف                                                                                   |
| مؤشر التنمية البشرية                                      | 0.740                                  | 0.930                                                                                       |
| رمز المكالمات الدولي                                      | +51                                    | +41                                                                                         |
| رمز الإنترنت                                              | .pe                                    | .ch، .swiss ‏                                                                                |
| المنطقة الزمنية                                           | توقيت بيرو، 00                         | توقيت وسط أوروبا، ت ع م+01:00، ت ع م+02:00، أوروبا/زيورخ ‏                                   |

## منظمات دولية مشتركة
يشترك البلدان في عضوية مجموعة من المنظمات الدولية، منها:
| علم المنظمة | اسم المنظمة                               | تاريخ انضمام بيرو | تاريخ انضمام سويسرا |
| ----------- | ----------------------------------------- | ----------------- | ------------------- |
|             | مؤسسة التمويل الدولية                     | 20 يوليو 1956     | 29 مايو 1992        |
|             | منظمة حظر الأسلحة الكيميائية              | ?                 | ?                   |
|             | يونسكو                                    | 21 نوفمبر 1946    | 28 يناير 1949       |
|             | الاتحاد الدولي للاتصالات                  | 12 يوليو 1915     | 1866                |
|             | الأمم المتحدة                             | 31 أكتوبر 1945    | 10 سبتمبر 2002      |
|             | منظمة الشرطة الجنائية الدولية             | ?                 | ?                   |
|             | البنك الدولي للإنشاء والتعمير             | 31 ديسمبر 1945    | 29 مايو 1992        |
|             | الاتحاد البريدي العالمي                   | ?                 | ?                   |
|             | مؤسسة التنمية الدولية                     | 30 أغسطس 1961     | 29 مايو 1992        |
|             | منظمة التجارة العالمية                    | ?                 | ?                   |
|             | الفريق المعني برصد الأرض                  | ?                 | ?                   |
|             | المركز الدولي لتسوية المنازعات الاستشارية | 8 سبتمبر 1993     | 14 يونيو 1968       |
|             | وكالة ضمان الاستثمار متعدد الأطراف        | 2 ديسمبر 1991     | 12 أبريل 1988       |

## أعلام
هذه قائمة لبعض الشخصيات التي تربطها علاقات بالبلدين:
- بيدرو بابلو كوشينسكي (رئيس البيرو حاليا، 3 أكتوبر 1938[23] – )
- خافيير بيريز دي كوييار (أمين عام سابق للأمم المتحدة، 19 يناير 1920[24] – )
- كريستيان ماير (23 يونيو 1970 – )
- ليونيل روميرو (لاعب كرة قدم بيروفي، 28 يناير 1987[25] – )

## وصلات خارجية
- موقع وزارة الخارجية السويسرية